# Ölpflanze

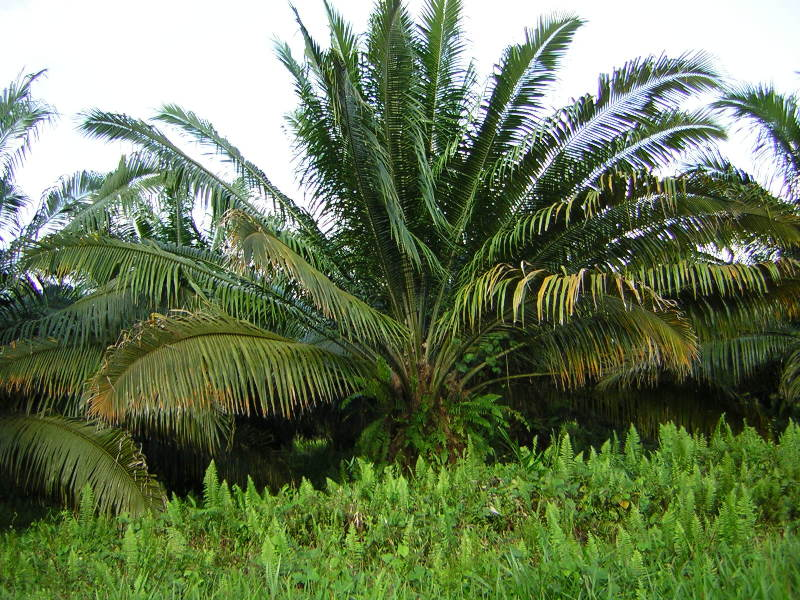
Ölpalme

Ölpflanzen sind Pflanzen, die zur Gewinnung von Pflanzenöl und Fetten genutzt werden. Man kann sie in zwei Hauptgruppen unterteilen:
- Ölpflanzen, die Früchte mit fetthaltigem Fruchtfleisch liefern, aus dem das Fett durch Pressen gewonnen wird. Bekannte Beispiele sind Olivenbaum, Avocado und Ölpalme.
- Ölpflanzen, die Ölsaaten (fetthaltige Samen) liefern, denen durch Pressung und Extraktion das Fett entzogen wird. Bekannte Beispiele sind Sesam, Lein, Raps, Hanf, Soja und Sonnenblumen.

In Abgrenzung dazu werden im landwirtschaftlichen Sinn sämtliche Ernteprodukte von Kulturpflanzen mit wirtschaftlicher Bedeutung zur Pflanzenölgewinnung als Ölfrucht bezeichnet, also sowohl Ölsaaten als auch ölliefernde Früchte und andere Pflanzenteile.